# Президент Кабо-Верде
Президент Республіки Кабо-Верде — голова держави Кабо-Верде. Посада запроваджена з проголошенням незалежності Кабо-Верде у 1975 році. Спочатку президенту належала більшість влади, але з переходом до демократії в 1991 р. влада була розділена між президентом і прем'єр-міністром Кабо-Верде. Президент Кабо-Верде обирається на 5 років на всенародних виборах. Кількість термінів обмежена двома.

## Список президентів Кабо-Верде
- 5 липня 1975 — 22 березня 1991 — Арістідеш Перейра
- 22 березня 1991 — 22 березня 2001 — Антоніу Монтейру
- 22 березня 2001 — 9 вересня 2011 — Педру Піріш
- 9 вересня 2011 — 2021;— Жорже Карлуш Фонсека